# 波兰花园
波兰花园 （俄語：По́льский сад，羅馬化：Polsky sad，英语：Polish Garden）是俄罗斯圣彼得堡海军部区的一个花园，占地面积2.3公顷 。它在杰尔查文别墅后面，北到丰坦卡河滨河路，南面是圣母升天主教座堂。花园得名于在19世纪参加教堂礼拜的圣彼得堡的波兰社团。
公园的前身是丰坦卡河杰尔查文别墅庭院内的一个私人花园，可能是在尼古拉·利沃夫的监督下改建的。 2006年，国家普希金博物馆收购了这处产业，在2007年至2011年间，翻修了花园和杰尔查文别墅。
波兰花园进入免费，经常用于婚礼、公众集会和拍照。 

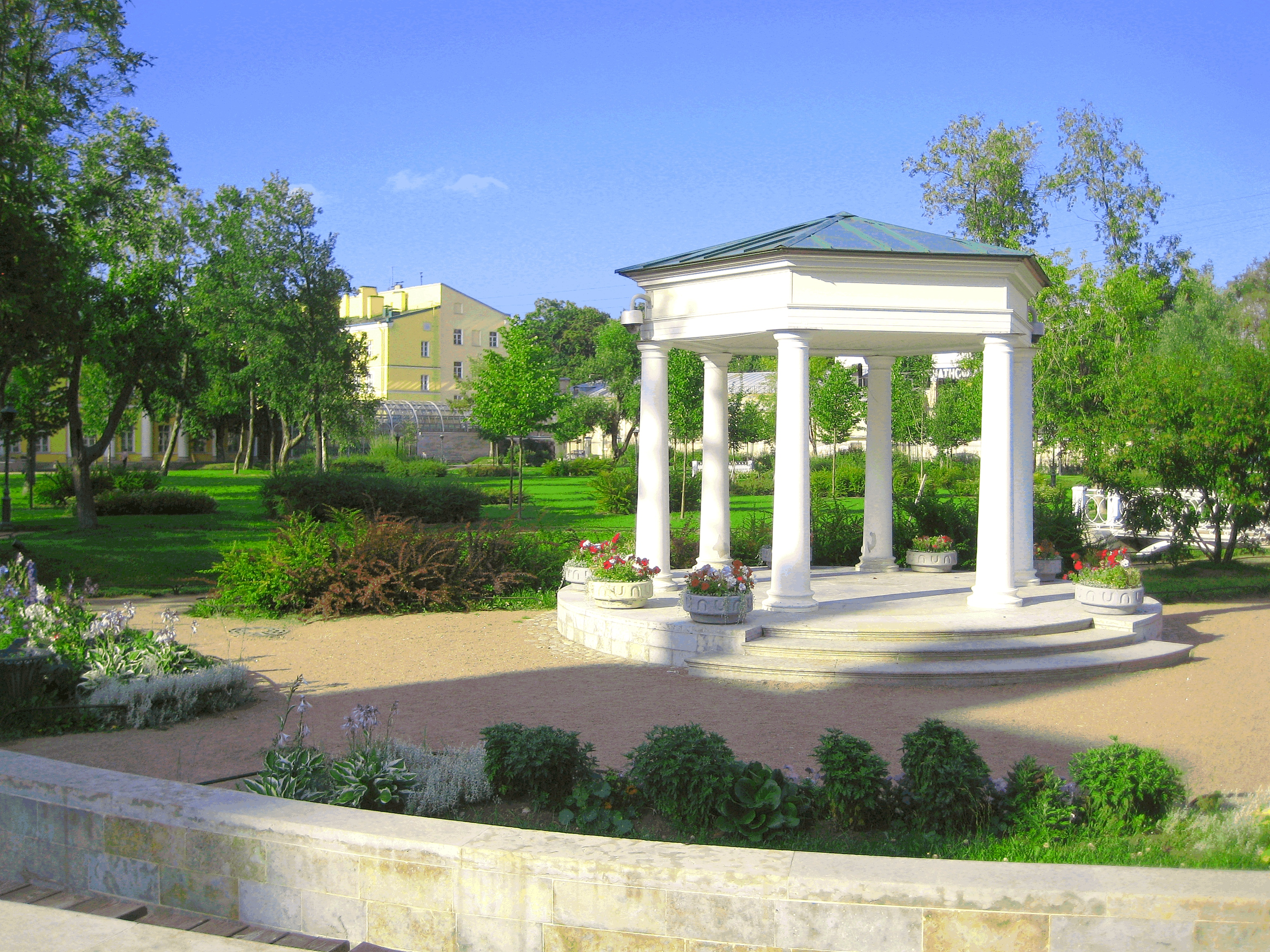
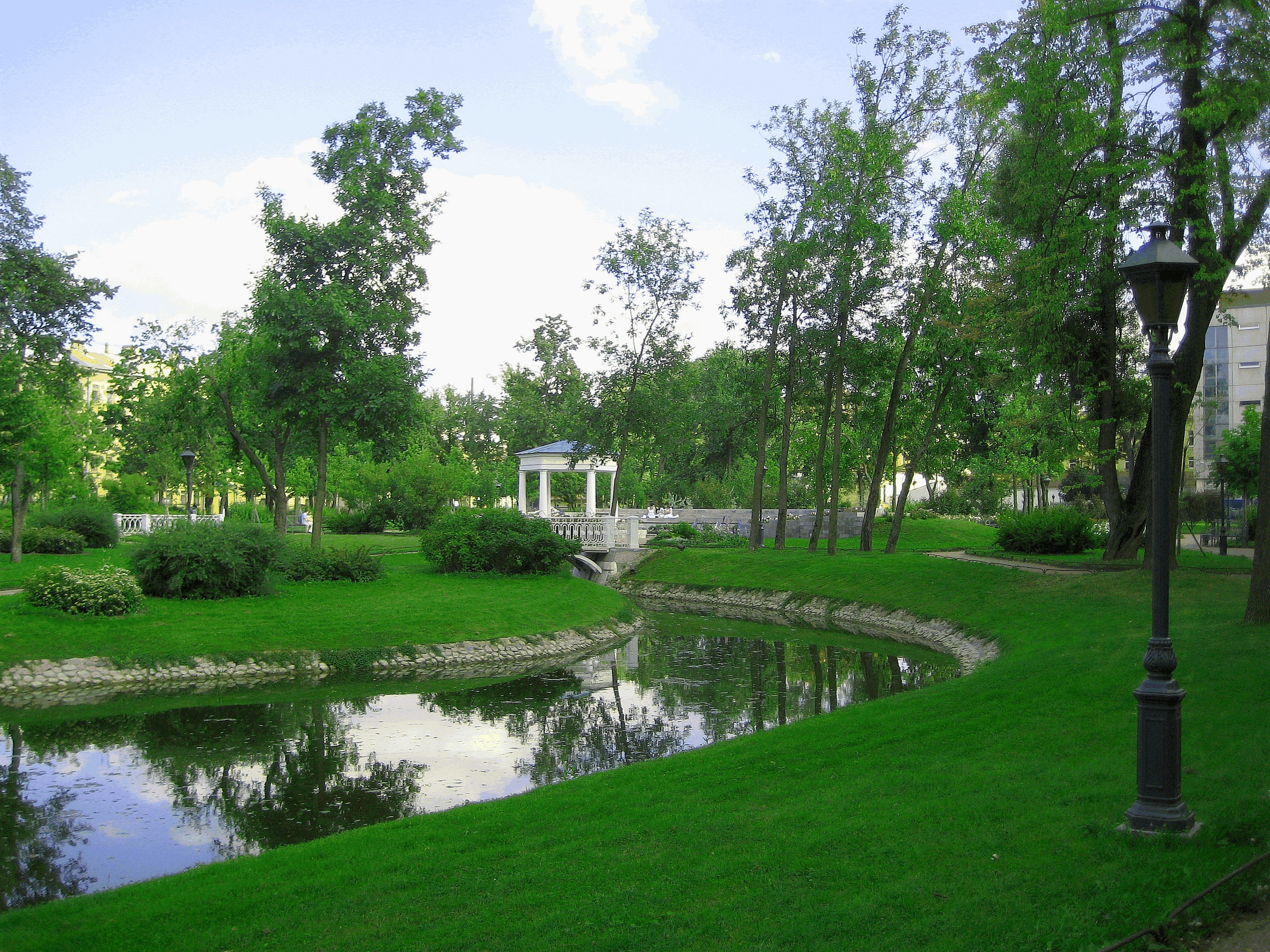
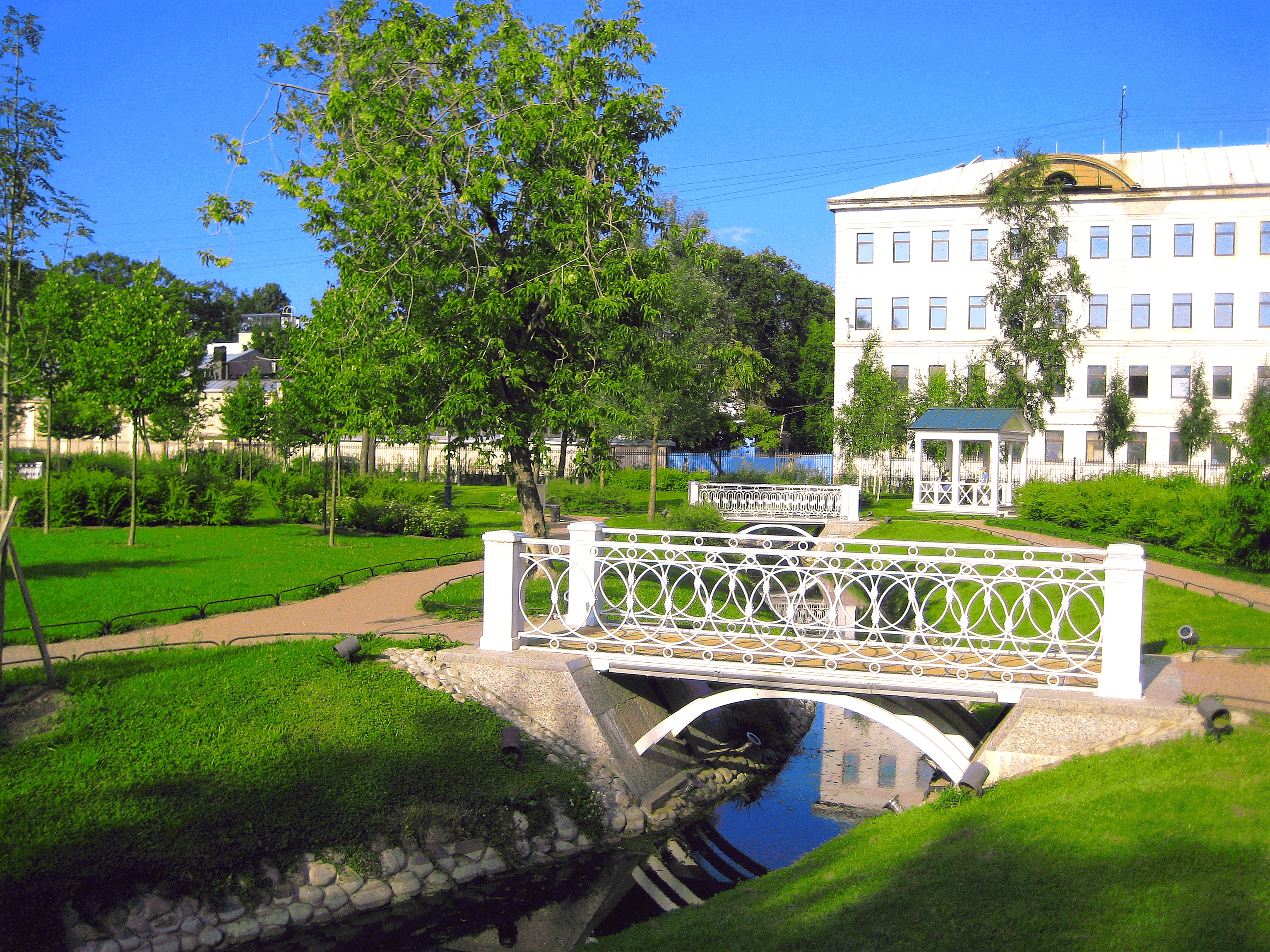
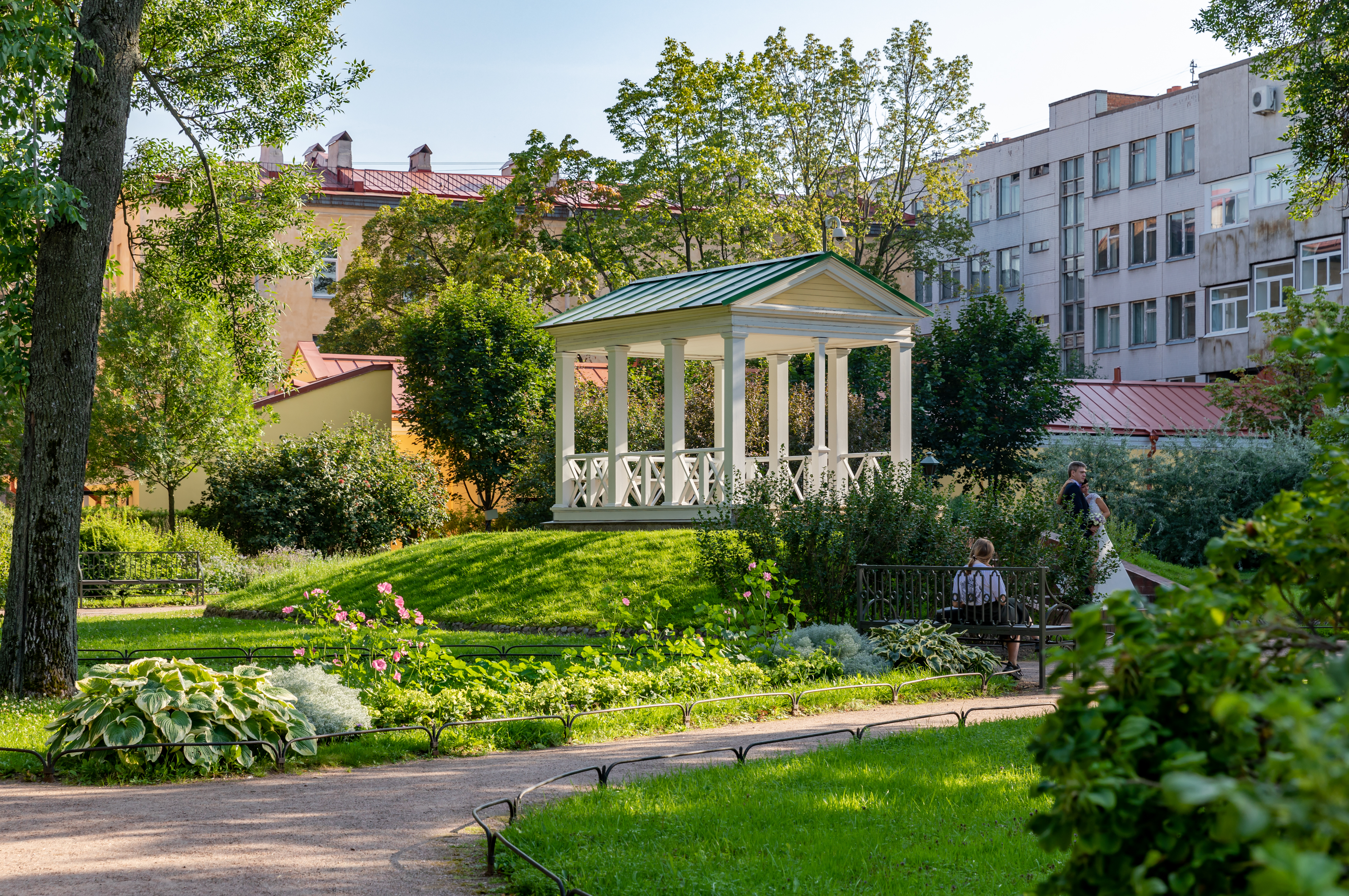